# Atami (Shizuoka)
Atami (japanisch 熱海市, -shi, wörtlich: „heißes Meer“) ist eine Stadt in der japanischen Präfektur Shizuoka.

## Geschichte

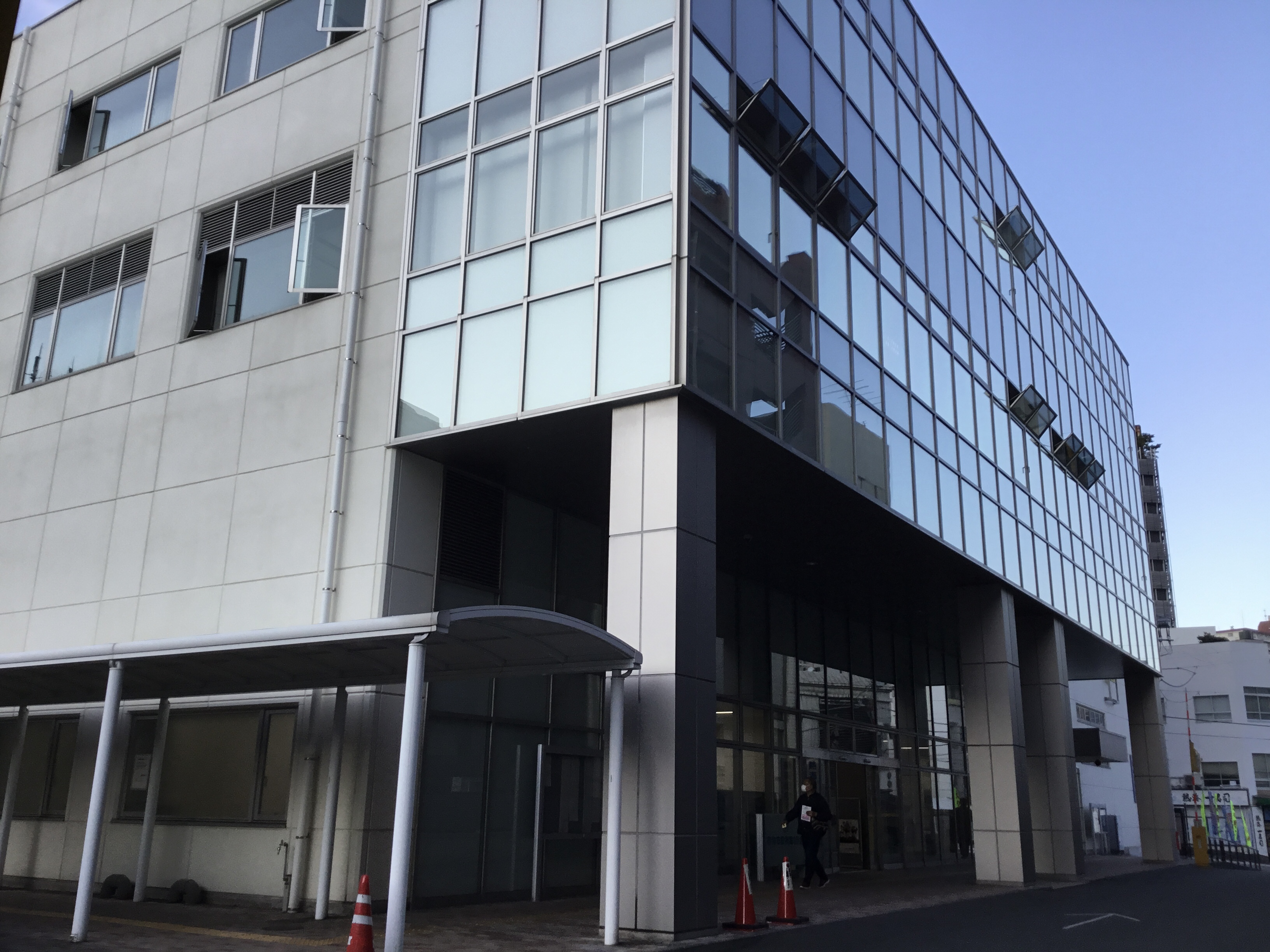
Südwestlich des Gebäudes Nr. 1 des Rathauses von Atami

Die Stadt in ihrer heutigen Form wurde am 10. April 1937 gegründet, als die damalige Stadt Atami mit dem Dorf Taga zusammengeschlossen wurde.
Am 3. Juli 2021 ereignete sich nach schweren Regenfällen ein ausgedehnter Erdrutsch, der mehrere Häuser zerstörte und Todesopfer forderte. Die Schlammlawine hatte eine Geschwindigkeit von ungefähr 40 km/h. Sie erstreckte sich über eine Länge von ca. zwei Kilometern bis nahe der Küste.

## Sehenswürdigkeiten
Die Stadt ist für ihre Onsen (Thermalquellen) berühmt. Atami ist bereits seit dem 8. Jahrhundert ein Erholungsort und heute Teil des Fuji-Hakone-Izu-Nationalparks.
Viele Stücke aus der umfangreichen Kunstsammlung des exzentrischen Multimillionärs und religiösen Führers Mokichi Okada sind im MOA-Kunstmuseum untergebracht.
Im Frühling gibt es das Atami-Ume-Fest, Anfang August ein Feuerwerk und im Herbst ein Fest zu Ehren des Schriftstellers Ozaki Kōyō, dessen letztes und bestes Werk „金色夜叉“ (Konjiki yasha; 1897 bis 1902), das schon 1905 unter dem Titel „The Golden Demon“ ins Englische übersetzt wurde, zum Teil in Atami spielt.
- Die Insel Hatsushima
- MOA-Kunstmuseum

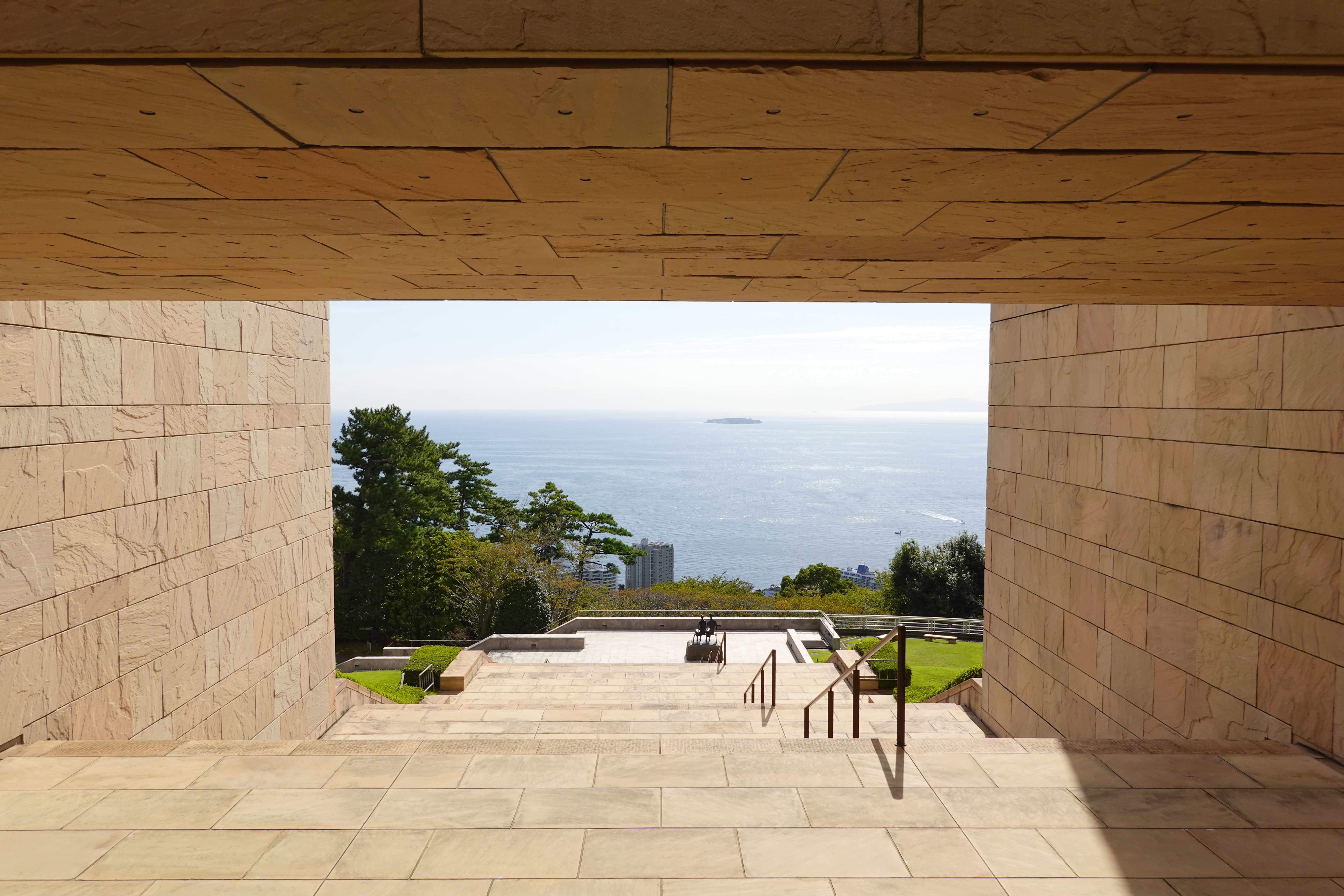
MOA-Kunstmuseum

Im Tempel der Göttin der Barmherzigkeit (Koa Kannon) werden die letzten Überreste der sieben japanischen Kriegsverbrecher aufbewahrt, die im Prozess vor dem Internationalen Militärtribunal für den Fernen Osten zum Tode verurteilt worden waren. In dem Tempel befindet sich eine Statue der Göttin Koa Kannon, die von dem für das Massaker von Nanking verantwortlichen General Matsui Iwane gestiftet wurde und die aus Nankinger Erde besteht. Der Tempel deswegen wird zunehmend zu einer Touristenattraktion für die Japaner.

## Verkehr
Die Stadt ist wegen ihrer Popularität leicht zu erreichen.
- Zug:

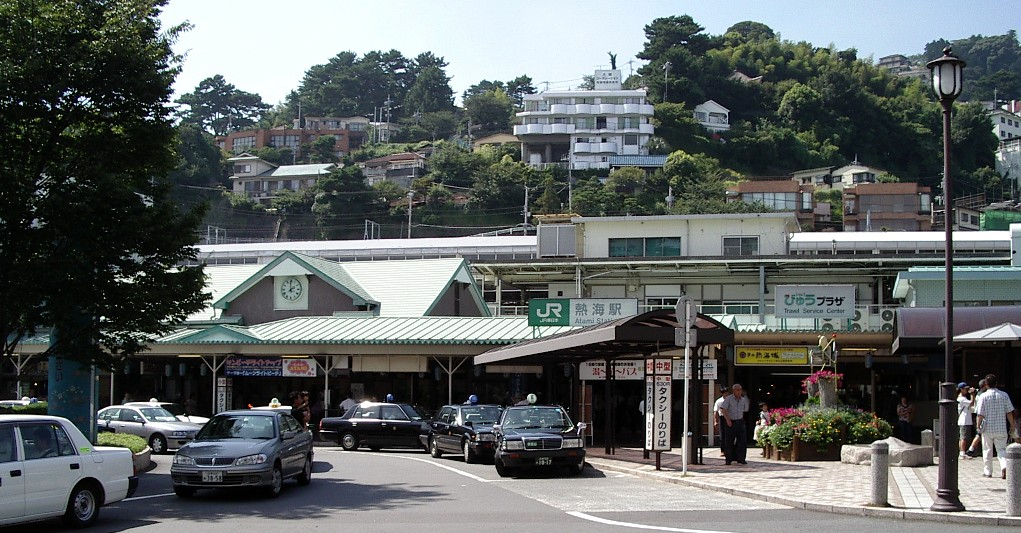
Bahnhof Atami

  - JR Central Tōkaidō-Shinkansen, Bahnhof Atami nach Tokio und Osaka
  - JR Central Tōkaidō-Hauptlinie nach Maibara
  - JR East Tōkaidō-Hauptlinie nach Tōkyō
  - JR East Itō-Linie nach Itō

- Straße:
  - Nationalstraße 135

- Schiff:
  - Es gibt einen regelmäßigen Schiffsverkehr zur Insel Hatsushima.

## Städtepartnerschaften und -freundschaften
- Ōita – seit 1966
- Sanremo – seit 1976
- Cascais – seit 1989
- Zhuhai – seit 2004
- Acapulco

## Söhne und Töchter der Stadt
- Yūji Ōno (* 1941), Jazzpianist und Filmkomponist
- Mitsuko Uchida (* 1948), Pianistin
- Kōichi Makigami (* 1956), Musiker, Dichter, Schauspieler
- Mebuki Suzuki (* 2001), Langstreckenläufer

## Angrenzende Städte und Gemeinden
- Präfektur Shizuoka
  - Itō
  - Izunokuni
  - Kannami
- Präfektur Kanagawa
  - Yugawara